# Théorie de l'obstruction
Pour les articles homonymes, voir Obstruction.
En mathématiques, la théorie de l'obstruction est le nom donné en fait à plusieurs théories topologiques distinctes dont le but est de déterminer des invariants cohomologiques.

## Homotopie
Le sens le plus ancien donné à l'expression  « théorie de l'obstruction » est, en topologie algébrique, et plus précisément en théorie de l'homotopie, celui d'une procédure, définie par récurrence sur la dimension, permettant de prolonger une application continue définie sur un   complexe simplicial, ou sur un CW-complexe. Traditionnellement  appelée théorie de l'obstruction d'Eilenberg, du nom de
Samuel Eilenberg, cette procédure  met en jeu des groupes de cohomologie dont les coefficients sont pris dans des  groupes d'homotopie, pour définir des « blocages » à ces prolongements, appelés obstructions.  Par exemple, pour étendre une application f d'un complexe simplicial  X vers un autre, Y, définie initialement sur le 0-squelette de X (les sommets de X), une extension au 1-squelette (les arêtes) sera possible si  Y est « suffisamment » connecté par arcs ; étendre ensuite  f au 2-squelette (l'ensemble des faces triangulaires) revient à remplir l'intérieur des images des arêtes bordant chaque triangle, ce qui n'est possible que si le triangle formé par les images des arêtes est contractile (homotopiquement réductible à un point). Le calcul des obstructions revient à mesurer précisément (pour f, X et Y donnés) ce qu'il faudrait modifier pour que f soit effectivement prolongeable.

## En topologie géométrique
En topologie géométrique, la théorie de l'obstruction a pour objectif de déterminer si une  variété topologique peut être munie d'une structure linéaire par morceaux (en), et si une variété linéaire par morceaux peut être munie d'une structure de  variété différentielle.
On sait en particulier qu'en  dimension 2 (Tibor Radó), et 3 (Edwin E. Moise), les  notions de variété topologique et de variété linéaire par morceaux coïncident, mais que ce n'est plus vrai en dimension 4. D'autre part, en dimensions {\displaystyle \scriptstyle \leq } 6, les variétés linéaires par morceaux sont des variétés différentielles.

## En théorie de la chirurgie
Les deux questions fondamentales de la théorie de la chirurgie sont de déterminer si un espace topologique dont le dual de Poincaré est de dimension n est homotopiquement équivalent à une variété différentielle, et de déterminer si une équivalence d'homotopie entre   deux variétés de dimension  n est homotope à un  difféomorphisme. Dans les deux cas, il y a deux obstructions pour n > 9 : une obstruction primaire venant de la K-théorie topologique (en) à l'existence d'un fibré vectoriel ; si elle disparait, il existe une  application normale (en), permettant de définir une obstruction secondaire « chirurgicale » venant de la L-théorie algébrique, empêchant d'exécuter sur l'application normale une opération la ramenant à une équivalence d'homotopie.